# Monor (Ungheria)
Monor è una città di 18.388 abitanti situata nella contea di Pest, nell'Ungheria settentrionale.